# Necroviren
Die Necroviren umfassen die frühere Gattung Necrovirus, inzwischen aufgeteilt in die zwei Gattungen Alphanecrovirus und Betanecrovirus, sowie die keiner Gattung zugeordnete Art Chenopodium-Nekrose-Virus; alle (neben anderen Mitgliedern) in der Unterfamilie Procedovirinae der Virusfamilie Tombusviridae. Die Necroviren sind unbehüllte Pflanzenviren mit einer doppelsträngigen RNA als Genom. Als Typspezies der Gattung Alphacarmovirus gilt das Tabak-Nekrose Virus A (englisch Tobacco necrosis virus A), das 1935 in erkrankten Tabakspflanzen (Nicotiana tabacum) in Treibhäusern entdeckt wurde. Die Typusspezies der Gattung Betanecrovirus ist das Tabak-Nekrose Virus D (engl. Tobacco necrosis virus D). Die Mitglieder der beiden Gattungen verursachen keine Erkrankungen, die die gesamte Pflanze betreffen (systemische Infektion) und das Pflanzenwachstum mindern, sondern typischerweise nur lokal begrenzte Infektionsherde auf Blättern, Stängel oder Wurzeln, die zu einer fleckigen Nekrose des Pflanzengewebes führen. Aufgrund dieser typischen Nekroseherde erhielten die Gattungen ihre Namen.

## Morphologie und Genom

Genom der Necroviren (Alpha- und Betanecrovirus)

Das unbehüllte Kapsid der Necroviren aus beiden Gattungen ist zwischen 28 nm im Durchmesser groß. Bei ikosaedrischer Symmetrie besitzen die Virionen (Virusteilchen) eine Triangulationszahl T=3. Das Kapsid besteht aus 180 Kapsomeren.
Die Nekroviren enthalten ein Molekül einer einzelsträngigen RNA als Genom, die 3660 bis 3760 nt lang ist. Die RNA besitzt eine positive Polarität und eine ähnliche Genorganisation wie die Gattung Carmovirus; ein Poly(A)-Schwanz am 3'-Ende fehlt den Necroviren. Das Genom umfasst fünf oder sechs zum Teil überlappende offene Leserahmen (englisch openreading frames, ORFs). Von der ursprünglichen RNA werden zwei Sorten subgenomischer RNA synthetisiert, die jeweils zwei ORFs mit unterschiedlichem Leseraster repräsentieren.

## Übertragung und Erkrankung
Necroviren wurden aus Wurzeln verschiedener Pflanzenarten isoliert und nach den Symptomen charakterisiert, die sich nach mechanischer Übertragung auf Pflanzenblätter hervorrufen. Als Testorganismus wird hierzu die Gartenbohne (Phaseolus vulgaris) verwendet. Latente Infektionen wurden in Kulturäpfeln, Birnen (Pyrus communis L.) und Olivenbäumen nachgewiesen.
Necroviren findet man auch in natürlichen Gewässern und im Boden, wo sie spezifisch mit der Zelloberfläche von Zoosporen des Pilzes Olpidium brassicae assoziiert sind. Der Pilz vermag in die Wurzeln von Pflanzen einzudringen und infiziert so die Pflanze mit den Viren; dieser Pilz gilt als einziger bekannter Überträger der Necrovirusarten. Erkrankungen durch Necroviren spielen ökonomisch nur eine untergeordnete Rolle.

## Satelliten
Necroviren sind häufig mit spezifischen Satelliten-Viren assoziiert, die die Anwesenheit von Necroviren für ihre eigene Vermehrung benötigen (Helfervirus). Im Falle des TNV ist der Satellit (Tabak-Nekrose-Virus-Satellit 1, STNV-1) etwa 17 nm groß und seine RNA codiert nur für ein Kapsidprotein. Die Vermehrung der Satelliten der Necroviren dient besonders als Beispielsystem zur Erforschung eines Helfer-Satellitensystems und einer Cap-unabhängigen Translation.

## Systematik
Die frühere Gattung Necrovirus wurde aufgeteilt wie folgt (Stand ICTV Mitte April 2024, Vorschläge NCBI 18. April 2024):
Familie Tombusviridae, Unterfamilie Procedovirinae
- Gattung Alphanecrovirus
  - Spezies Alphanecrovirus nicotianae (ehem. Typusspezies) mit Tabak-Nekrose-Virus A (en. Tobacco necrosis virus A, TNV-A)
  - Spezies Alphanecrovirus oleae mit Oliven-Latenz-Virus (en. Olive latent virus 1, OLV-1)
  - Spezies Alphanecrovirus solani mit Kartoffel-Nekrose-Virus (en. Potato necrosis virus, PoNV)
  - Spezies Alphanecrovirus tessellati mit Olive mild mosaic virus (OMMV)
  - Spezies „Beta vulgaris Alphanecrovirus-1“ (Vorschlag)[6]

- Gattung Betanecrovirus
  - Spezies Betanecrovirus betae mit Beet-Black-Scorch-Virus (en. Beet black scorch virus, BBSV)
  - Spezies Betanecrovirus nicotianae (ehem. Typusspezies) mit Tabak-Nekrose-Virus D (en. Tobacco necrosis virus D, TNV-D)
  - Spezies Betanecrovirus porri mit Leek-white-stripe-Virus (en. Leek white stripe virus, LWSV)
  - Spezies „Gorica betanecrovirus 1“ (Vorschlag)[7]

- Gattung unbestimmt

- Spezies Chenopodium-Nekrose-Virus (en. Chenopodium necrosis virus, ChNV) – keine (ausreichende) Genomsequenz
- Spezies „Carnation-yellow-stripe-Virus“ (en. „Carnation yellow stripe virus“, CYSV, unbestätigt)

Verschiebungen:
- Spezies Turnip crinkle virus innerhalb der Unterfamilie Procedovirinae in eine neue Gattung Betacarmovirus (Spezies Betacarmovirus brassicae)
- Spezies Lisianthus-Nekrose-Virus (wissenschaftlich Lisianthus enation leaf curl virus, LNV) in die Gattung Begomovirus der Familie Geminiviridae